# Luca Sala (ultramaratoneta)
Luca Sala (Monza, 30 settembre 1971) è un ultramaratoneta italiano.

## Biografia
Nel 2007 e nel 2009 ha partecipato ai campionati mondiali di 24 h, piazzandosi rispettivamente in 85ª ed in 34ª posizione. Nel 2007 si è inoltre piazzato in 17ª posizione ai campionati mondiali di 50 km su strada.

## Altre competizioni internazionali
2005
- 45º alla Mezza maratona di Casalbeltrame ( Casalbeltrame) - 1h20'11"

2006
- 14º alla 24 ore del Delfino ( Ciserano) - 167,032 km
- 7º alla 24 h del Sole ( Palermo) - 161,977 km
- 23º alla 100 km degli Etruschi ( Tuscania-Tarquinia), 100 km - 9h20'10"
- 45º alla Strasimeno ( Castiglione del Lago), 58 km - 5h11'14"
- 35º alla Maratona di Parma ( Parma) - 3h11'12"

2007
- Argento alla 24 ore del Delfino ( Ciserano) - 218,654 km
- 45º alla 100 km del Passatore ( Faenza), 100 km - 9h39'18"
- 10º alla 100 km degli Etruschi ( Tuscania-Tarquinia), 100 km - 8h27'50"
- 63º alla Strasimeno ( Castiglione del Lago), 58 km - 5h00'57"
- 61º alla 50 km di Romagna ( Castel Bolognese), 50 km - 3h58'06"
- 80º alla 6 h di Seregno ( Seregno) - 48,239 km
- 25º alla Maratona di Calderara di Reno ( Calderara di Reno) - 3h13'14"

2008
- Argento alla 24 Stundenlauf Brugg ( Brugg), 24 h - 211,460 km
- 4º alla 24 h del Mai Zeder ( Lago della Serraia) - 201,961 km
- 6º alla Sicilia in 100 km ( Trapani-Palermo), 100 km - 9h19'32"
- 498º alla Swiss Alpine Marathon ( Davos), 78 km - 10h00'57"
- 17º alla Strasimeno ( Castiglione del Lago), 58 km - 4h29'16"
- 56º alla 6 h di Seregno ( Seregno) - 54,285 km
- 107º alla Pistoia-Abetone Ultramarathon ( Pistoia) - 5h27'37"
- 19º alla Maratona sul Brembo ( Treviolo) - 2h59'16"
- 24º alla Maratona di Busseto ( Busseto) - 2h53'18"

2009
- Oro alla 24 h di Torino ( Torino), 192,495 km
- 62º alla Stundenlauf von Grieskirchen ( Grieskirchen), 12 h - 56,301 km
- 14º alla 100 km di Seregno ( Seregno), 100 km - 8h31'13"

2010
- 52º alla Strasimeno ( Castiglione del Lago), 58 km - 4h59'03"
- 13º alla Ultramaratona sulla sabbia ( San Benedetto del Tronto), 50 km - 4h31'07"

2011
- 13º alla 24 h del Sole ( Palermo) - 159,220 km
- 19º alla 100 km di Seregno ( Seregno), 100 km - 8h35'45"
- 4º alla 6 h di Seregno ( Seregno) - 71,390 km
- 6º a L'Eroica Running ( Gaiole in Chianti), 65 km - 5h16'16"
- 26º alla Strasimeno ( Castiglione del Lago), 58 km - 4h40'41"
- 34º alla Maratona della pace sul Lamone ( Russi), 46,8 km - 3h51'11"

2012
- 28º alla 24 h di Torino ( Torino), 127,000 km
- 6º alla 12 h podistica di Costorio ( Costorio) - 101,300 km
- 155º alla 100 km del Passatore ( Faenza), 100 km - 10h29'16"
- 32º alla Maratona di Lovere ( Lovere) - 3h18'50"

2013
- 12º alla 24 h del Sole ( Palermo) - 144,838 km
- 4º alla 100 km di Seregno ( Seregno), 100 km - 8h00'04"
- Oro alla Lupatotissima 100 km ( San Giovanni Lupatoto), 100 km - 8h51'21"
- Argento alla Self Transcendence 6h Race ( San Vito) - 73,725 km
- 20º alla Strasimeno ( Castiglione del Lago), 58 km - 4h23'38"
- 67º alla Mezza maratona di Vittuone ( Vittuone) - 1h22'32"
- 36º alla Mezza maratona del riso ( Vercelli) - 1h26'01"

2014
- 12º alla 12 h podistica di Costorio ( Costorio) - 93,160 km
- 8º alla 100 km di Seregno ( Seregno), 100 km - 8h18'10"
- 63º alla Maratona di Treviso ( Treviso) - 2h55'52"
- 95º alla Padova Marathon ( Padova) - 3h02'57"
- 74º alla Mezza maratona di Treviglio ( Treviglio) - 1h20'57"

2015
- Bronzo alla Ultra Milano-Sanremo ( Milano-Sanremo), 282,7 km - 37h27'18"[4][5]
- 13º alla 24 heures 'No Finish Line' ( Monaco) - 142,600 km
- Oro alla 12 h podistica di Costorio ( Costorio) - 126,000 km
- 51º all'Ultramaratona del Tricolore ( Reggio Emilia), 12 h - 69,078 km
- 6º alla 100 km di Seregno ( Seregno), 100 km - 7h56'57"
- 17º alla Strasimeno ( Castiglione del Lago), 58 km - 4h19'50"
- 36º alla 6 h Pastrengo Trail ( Pastrengo) - 52,000 km
- 120º alla Pistoia-Abetone Ultramarathon ( Pistoia) - 5h12'28"

2016
- 25º alla Nove Colli Running ( Cesenatico), 202,4 km - 26h48'00"
- 8º alla Self-Transcendence 24 Hour Track Race Tooting Bec ( Londra) - 196,203 km
- Oro alla Ultra Franciacorta ( Provaglio d'Iseo), 12 h - 120,350 km
- 45º all'Ultramaratona del Tricolore ( Reggio Emilia), 12 h - 50,496 km
- 15º alla 100 km di Seregno ( Seregno), 100 km - 9h28'00"
- 59º alla 100 km di Asolo ( Asolo), 100 km - 12h31'22"
- Bronzo alla 6 ore per le vie di Pianezza ( Pianezza), 6 h - 71,693 km
- 46º alla Strasimeno ( Castiglione del Lago), 58 km - 4h48'21"

2017
- 86º allo Spartathlon ( Atene-Sparta), 246 km - 32h06'15"
- 87º alla Ultra Franciacorta ( Provaglio d'Iseo), 12 h - 76,967 km
- 164º alla 100 km del Passatore ( Faenza), 100 km - 10h40'19"
- 20º alla 100 km di Seregno ( Seregno), 100 km - 8h44'38"
- 5º alla 6 h di Villa Torre ( Villa Torre) - 64,708 km
- 8º alla 6 h di Torino ( Torino) - 63,289 km
- 36º alla Strasimeno ( Castiglione del Lago), 58 km - 4h36'31"

2018
- 101º alla Endurance 24 h Ultrarun Espoo ( Espoo) - 94,390 km
- 55º alla Strasimeno ( Castiglione del Lago), 58 km - 5h02'36"

2020
- 86º alla Mezza maratona di Bergamo ( Bergamo) - 1h25'40"